# Liste des alignements courants de la LCF
La liste suivant est une liste des alignements présents des 9 équipes de la Ligue canadienne de football (LCF). 